# KrAZ-65055
Der Lastkraftwagen KrAZ-65055 (ukrainisch КрАЗ-65055) ist ein dreiachsiger Lkw-Typ des ukrainischen Fahrzeugherstellers KrAZ, der seit dem Jahr 1997 in Serie produziert wird. Die Antriebsformel beträgt (6×4), es werden also beide Hinterachsen des Fahrzeugs angetrieben.
Das Fahrzeug wird herstellerseits in drei Varianten angeboten, die durch die angehängten Bezeichnungen type 1, type 2 und type 3 unterschieden werden. Technisch variieren vor allem die Aufbauten. So ist Modell eins für ein Ladevolumen von 10,5 Kubikmetern ausgelegt und Modell zwei für zwölf Kubikmeter. Das dritte Modell mit einer um zwei Tonnen gesteigerten Nutzlast auf 18 Tonnen verfügt über eine Kippmulde für 16 Kubikmeter Ladung.

## Technische Daten
Beispielhaft seien die Daten für das Modell KrAZ-65055 type 3 aufgelistet.
- Antriebsformel: 6×4
- Nutzlast: 18.000 kg
- maximales Ladevolumen: 16 m³
- Motor: V8-Dieselmotor mit Turbolader
- Motortyp: JaMZ-238DE2
- Leistung: 243 kW (330 PS)
- Getriebe: mechanisch
- Getriebetyp: JaMZ-2381
- Kupplung: JaMZ-138
- Kraftstoffverbrauch: 37,5 l/100 km
- Reifendimension: 12.00R20 rundum, Doppelbereifung an den Hinterachsen